# Муратлы, Назмие
Назмие Муратлы (имя при рождении Назмие Муслу, род. 13 июня 1979) — турецкий пауэрлифтер. Паралимпийская чемпионка 2012 и 2016 годов. Обладательница мирового рекорда по пауэрлифтингу, установленного в 2012 году.

## Биография
Родилась в Конье в 1979 году. Вследствие заболевания параплегией, передвигается на инвалидном кресле. Получила школьное образование на дому.
Заниматься пауэрлифтингом Муратлы посоветовал её друг. Сначала она хотела бросить пауэрлифтинг, так как ей было тяжело им заниматься, но родители Муратлы убедили её возобновить занятия.

## Карьера
Через три месяца после начала занятий Муратлы вошла в состав национальной паралимпийской сборной. Она приняла участие в европейском чемпионате, проходившем в Португалии, и завоевала там бронзовую медаль.
Дважды, в 2005 и 2006 годах, становилась чемпионом Турции. Принимала участие в чемпионатах Европы, в 2005 году завоевала там бронзу, в 2007 — золото.
На летних Паралимпийских играх 2008 года в Пекине Муратлы заняла четвёртое место. На Летних Паралимпийских играх 2012 года, проходивших в Лондоне, завоевала золотую медаль и установила мировой рекорд. На Летних Паралимпийских играх 2016 года, проводившихся в Рио, Муратлы также завоевала золотую медаль.
В 2014 году Муратлы заняла первое место на мировом чемпионате по пауэрлифтингу, организованном международнмым паралимпийским комитетом.